# Canal Haccourt-Visé
El Canal Haccourt-Visé és un curt canal d'0,866 km de la xarxa de les vies navegables de Bèlgica que des de 1939 serveix d'enllaç entre el Canal Albert a Haccourt i el Mosa a Visé. Només hi ha una resclosa a Haccourt. El canal fou construït el 1863, per a connectar el Mosa amb el canal de Lieja a Maastricht, de la qual el tram inferior més tard va ser integrat en el canal Albert. El canal ha perdut tot paper per a la navegació comercial, del 2005 al 2013 no hi ha hagut cap càrrega o descarrèga.

## Infraestructures

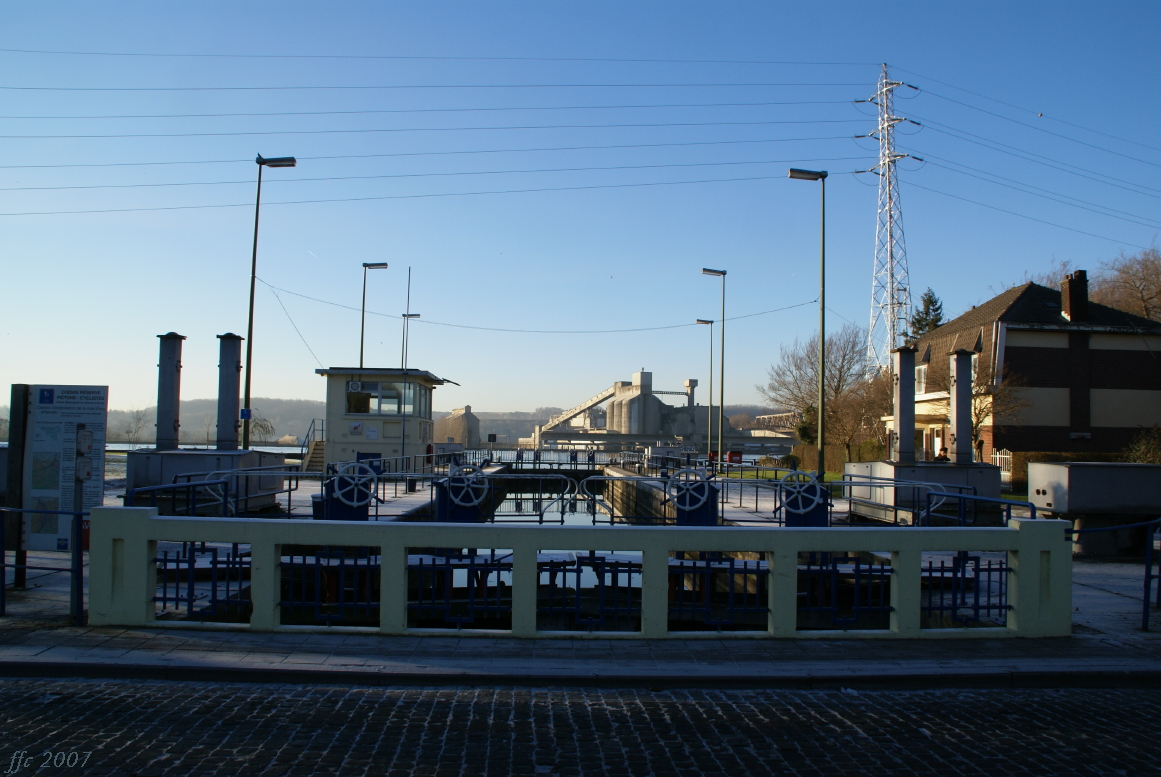
La resclosa

- El port turístic i esportiu de Visé
- La resclosa d'Haccourt que s'ha batejat resclosa de les muscles per què les seves parets s'han cobert de muscles minúsculs.

| Resclosa  | Resclosa | Resclosa    | Resclosa  | Resclosa       | Resclosa |
| --------- | -------- | ----------- | --------- | -------------- | -------- |
| Localitat | amplada  | profunditat | desnivell | alçària llibre |          |
| Haccourt  | 55,00m   | 7,50 m      | 1,90m     | 5,70 m         | 5,3 m    |